# Al-Maarij
Al-Maarij “As Vias de Ascensão” (do árabe: سورة المعارج) é a septuagésima sura do Alcorão e tem 44 ayats. Essa sura contém uma série de ayats (29-31) que é considerado importante para o comportamento sexual dos muçulmanos.